# Sindaci di Montesilvano
Di seguito l'elenco cronologico dei sindaci di Montesilvano e delle altre figure apicali equivalenti che si sono succedute nel corso della storia.

## Regno delle Due Sicilie (1855-1861)
| Sabatino Agostinone | 1855 | 1860 |
| Michele Frascani    | 1860 | 1861 |

## Regno d'Italia (1861-1946)
| Sindaci nominati dal governo (1861-1889)                   | Sindaci nominati dal governo (1861-1889) | Sindaci nominati dal governo (1861-1889) | Sindaci nominati dal governo (1861-1889) | Sindaci nominati dal governo (1861-1889) |
| Nominativo                                                 | Partito                                  | Partito                                  | Mandato                                  | Mandato                                  |
| Nominativo                                                 | Partito                                  | Partito                                  | Inizio                                   | Fine                                     |
| ---------------------------------------------------------- | ---------------------------------------- | ---------------------------------------- | ---------------------------------------- | ---------------------------------------- |
| Giovanni Ranalli                                           | ?                                        | ?                                        | 1861                                     | 1870                                     |
| Alessandro De Flamineis                                    | ?                                        | ?                                        | 1870                                     | 1871                                     |
| Giovanni Treccia                                           | ?                                        | ?                                        | 1871                                     | 1873                                     |
| Giovanni Ranalli                                           | ?                                        | ?                                        | 1873                                     | 1878                                     |
| Ignazio De Amicis                                          | ?                                        | ?                                        | 1878                                     | 1879                                     |
| Orsino Orsini                                              | ?                                        | ?                                        | 1879                                     | 1880                                     |
| Troiano De Filippis Delfico                                | ?                                        | ?                                        | 1880                                     | 1882                                     |
| Gregorio Delfico                                           | ?                                        | ?                                        | 1882                                     | 1889                                     |
| Sindaci nominati dal Consiglio comunale (1889-1926)        |                                          |                                          |                                          |                                          |
| Nominativo                                                 | Partito                                  | Partito                                  | Mandato                                  | Mandato                                  |
| Nominativo                                                 | Partito                                  | Partito                                  | Inizio                                   | Fine                                     |
| Gregorio Delfico                                           | ?                                        | ?                                        | 1889                                     | 1891                                     |
| Ignazio De Amicis                                          | ?                                        | ?                                        | 1891                                     | 1892                                     |
| Pasquale Ranalli                                           | ?                                        | ?                                        | 1892                                     | 1902                                     |
| Marino De Filippis Delfico                                 | ?                                        | ?                                        | 1902                                     | 1912                                     |
| Antonio Del Pozzo                                          | ?                                        | ?                                        | 1912                                     | 1914                                     |
| Luciano De Filippis Delfico                                | ?                                        | ?                                        | 1914                                     | 1926                                     |
| Podestà nominati dal governo (1926-1944)                   |                                          |                                          |                                          |                                          |
| Nominativo                                                 | Partito                                  | Partito                                  | Mandato                                  | Mandato                                  |
| Nominativo                                                 | Partito                                  | Partito                                  | Inizio                                   | Fine                                     |
| Arrigo Cantagallo                                          |                                          | Partito Nazionale Fascista               | 1926                                     | 1935                                     |
| Pasquale Serafini                                          |                                          | Partito Nazionale Fascista               | 1935                                     | 1938                                     |
| Nicola Di Blasio                                           |                                          | Partito Nazionale Fascista               | 1938                                     | 1944                                     |
| Sindaci del periodo costituzionale transitorio (1944-1946) |                                          |                                          |                                          |                                          |
| Nominativo                                                 | Partito                                  | Partito                                  | Mandato                                  | Mandato                                  |
| Nominativo                                                 | Partito                                  | Partito                                  | Inizio                                   | Fine                                     |
| Francesco Di Giampaolo                                     | ?                                        | ?                                        | 1944                                     | 1945                                     |
| Mario De Simone                                            | ?                                        | ?                                        | 1945                                     | 1946                                     |

## Repubblica Italiana (dal 1946)
| Sindaci eletti dal Consiglio comunale (1946-1995)    | Sindaci eletti dal Consiglio comunale (1946-1995) | Sindaci eletti dal Consiglio comunale (1946-1995) | Sindaci eletti dal Consiglio comunale (1946-1995) | Sindaci eletti dal Consiglio comunale (1946-1995) | Sindaci eletti dal Consiglio comunale (1946-1995) | Sindaci eletti dal Consiglio comunale (1946-1995) | Sindaci eletti dal Consiglio comunale (1946-1995) |
| Nominativo                                           | Partito                                           | Partito                                           | Partito                                           | Partito                                           | Mandato                                           | Mandato                                           | Elezione                                          |
| Nominativo                                           | Partito                                           | Partito                                           | Partito                                           | Partito                                           | Inizio                                            | Fine                                              | Elezione                                          |
| ---------------------------------------------------- | ------------------------------------------------- | ------------------------------------------------- | ------------------------------------------------- | ------------------------------------------------- | ------------------------------------------------- | ------------------------------------------------- | ------------------------------------------------- |
| Ettore Serafini                                      | ?                                                 | ?                                                 | ?                                                 | ?                                                 | 1946                                              | 1951                                              | Elezione 1946                                     |
| Filomena Delli Castelli                              |                                                   | Democrazia Cristiana                              | Democrazia Cristiana                              | Democrazia Cristiana                              | 1951                                              | 1955                                              | Elezione 1951                                     |
| Silvino Di Giovanni                                  | ?                                                 | ?                                                 | ?                                                 | ?                                                 | 1955                                              | 1960                                              | Elezione 1955                                     |
| Silvino Di Giovanni                                  | ?                                                 | ?                                                 | ?                                                 | ?                                                 | 1960                                              | 1964                                              | Elezione 1960                                     |
| Domenico De Donatis                                  | ?                                                 | ?                                                 | ?                                                 | ?                                                 | gennaio 1965                                      | aprile 1965                                       | Elezione 1960                                     |
| Licinio Di Fulvio                                    | ?                                                 | ?                                                 | ?                                                 | ?                                                 | 1965                                              | 1970                                              | Elezione 1965                                     |
| Leo Fuschi                                           | ?                                                 | ?                                                 | ?                                                 | ?                                                 | 1970                                              | 1975                                              | Elezione 1970                                     |
| Vittorio Agostinone                                  | ?                                                 | ?                                                 | ?                                                 | ?                                                 | 1975                                              | 1979                                              | Elezione 1975                                     |
| Carmine Fusilli                                      |                                                   | Partito Socialista Democratico Italiano           | Partito Socialista Democratico Italiano           | Partito Socialista Democratico Italiano           | 1979                                              | 1980                                              | Elezione 1975                                     |
| Stefano Di Blasio                                    | ?                                                 | ?                                                 | ?                                                 | ?                                                 | 1980                                              | 1982                                              | Elezione 1980                                     |
| Leo Fuschi                                           | ?                                                 | ?                                                 | ?                                                 | ?                                                 | 1982                                              | 1983                                              | Elezione 1980                                     |
| Domenico De Massis                                   |                                                   | Partito Socialista Democratico Italiano           | Partito Socialista Democratico Italiano           | Partito Socialista Democratico Italiano           | 1983                                              | 28 luglio 1985                                    | Elezione 1980                                     |
| Giovanni Massimiliano Pavone                         |                                                   | Democrazia Cristiana                              | Democrazia Cristiana                              | Democrazia Cristiana                              | 28 luglio 1985                                    | 2 giugno 1989                                     | Elezione 1985                                     |
| Carmine D'Andreamatteo                               |                                                   | Democrazia Cristiana                              | Democrazia Cristiana                              | Democrazia Cristiana                              | 2 giugno 1989                                     | 30 luglio 1990                                    | Elezione 1985                                     |
| Paolo Di Blasio                                      |                                                   | Democrazia Cristiana                              | Democrazia Cristiana                              | Democrazia Cristiana                              | 3 agosto 1990                                     | 8 maggio 1995                                     | Elezione 1990                                     |
| Sindaci eletti direttamente dai cittadini (dal 1995) |                                                   |                                                   |                                                   |                                                   |                                                   |                                                   |                                                   |
| Nominativo                                           | Partito                                           | Partito                                           | Coalizione                                        | Coalizione                                        | Mandato                                           | Mandato                                           | Elezione                                          |
| Nominativo                                           | Partito                                           | Partito                                           | Coalizione                                        | Coalizione                                        | Inizio                                            | Fine                                              | Elezione                                          |
| Renzo Gallerati                                      |                                                   | Partito Popolare Italiano                         |                                                   | PPI-PDS-FdV-L. civica                             | 8 maggio 1995                                     | 14 giugno 1999                                    | Elezione 1995                                     |
| Renzo Gallerati                                      |                                                   | Partito Popolare Italiano                         | PPI-DS-Dem-SDI                                    | 14 giugno 1999                                    | 14 giugno 2004                                    | Elezione 1999                                     |                                                   |
| Enzo Cantagallo                                      |                                                   | Democrazia è Libertà - La Margherita              |                                                   | DL-DS-L. civiche                                  | 14 giugno 2004                                    | 15 novembre 2006                                  | Elezione 2004                                     |
| Fulvio Rocco (Commissario prefettizio)               | –                                                 | –                                                 | –                                                 | –                                                 | 21 novembre 2006                                  | 12 gennaio 2007                                   | –                                                 |
| Fulvio Rocco (Commissario straordinario)             | –                                                 | –                                                 | –                                                 | –                                                 | 12 gennaio 2007                                   | 12 giugno 2007                                    | –                                                 |
| Pasquale Cordoma                                     |                                                   | Alleanza Nazionale                                |                                                   | AN-FI-UdC-L. civiche                              | 12 giugno 2007                                    | 30 maggio 2012                                    | Elezione 2007                                     |
| Attilio Di Mattia                                    |                                                   | Partito Democratico                               |                                                   | PD-UdC-IdV-SEL-L. civiche                         | 14 giugno 2012                                    | 18 febbraio 2014                                  | Elezione 2012                                     |
| Maria Pia De Rosa (Commissario prefettizio)          | –                                                 | –                                                 | –                                                 | –                                                 | 18 febbraio 2014                                  | 24 febbraio 2014                                  | –                                                 |
| Maria Pia De Rosa (Commissario straordinario)        | –                                                 | –                                                 | –                                                 | –                                                 | 24 febbraio 2014                                  | 17 giugno 2014                                    | –                                                 |
| Francesco Maragno                                    |                                                   | Forza Italia                                      |                                                   | FI-NCD-UdC-L. civiche                             | 17 giugno 2014                                    | 27 maggio 2019                                    | Elezione 2014                                     |
| Ottavio De Martinis                                  |                                                   | Lega per Salvini Premier                          |                                                   | LSP-FI-FdI-L. civica                              | 27 maggio 2019                                    | 21 giugno 2024                                    | Elezione 2019                                     |
| Ottavio De Martinis                                  |                                                   | Indipendente                                      |                                                   | FdI-FI-LSP-L. civica                              | 21 giugno 2024                                    | in carica                                         | Elezione 2024                                     |